# ボスニア・ヘルツェゴビナ議会
ボスニア・ヘルツェゴビナ議会（ボスニア・ヘルツェゴビナぎかい、ボスニア語: Parlamentarna skupština Bosne i Hercegovine、セルビア語: Парламентарна скупштина Босне и Херцеговине、クロアチア語: Parlamentarna skupština Bosne i Hercegovine）は、ボスニア・ヘルツェゴビナの立法府である。両院制で、上院にあたる民族院と、下院にあたる代議院で構成される。
- 民族院 (Dom naroda / Дом народа) 定数は15人。スルプスカ共和国国会により選出されたセルビア人議員5人、ボスニア・ヘルツェゴビナ連邦議会上院のボスニャク人連合により選出されたボスニャク人議員5人、ボスニア・ヘルツェゴビナ連邦議会上院のクロアチア人連合により選出されたクロアチア人議員5人というようにそれぞれの構成体の議会によって任命されている。
- 代議院 (ボスニア語・セルビア語: Predstavnički dom / Представнички дом, クロアチア語: Zastupnički dom) 定数は42人で、任期は4年。比例代表制で選出される。

議会の前身に一院制であるボスニア・ヘルツェゴビナ議会とボスニア・ヘルツェゴビナ人民議会がある。